# Leptoiulus legeri
Leptoiulus legeri är en mångfotingart som beskrevs av Henri W. Brölemann. Leptoiulus legeri ingår i släktet Leptoiulus och familjen kejsardubbelfotingar. Inga underarter finns listade i Catalogue of Life.